# I Čung-so
I Čung-so (korejsky 이정수, anglický přepis Lee Jung-su) (* 30. listopadu 1989) je jihokorejský shorttrackař. Na Zimních olympijských hrách 2010 ve Vancouveru získal zlatou medaili v short tracku v závodě na 1500 metrů.

## Největší úspěchy
| Olympiáda      | Místo    | Datum          | Disciplína | Výsledek |
| -------------- | -------- | -------------- | ---------- | -------- |
| Vancouver 2010 | Richmond | 13. února 2010 | 1500 m     | 1. místo |

- Mistrovství světa juniorů 2006 – Miercurea Ciuc (Rumunsko)
  - 1. místo – víceboj
- Mistrovství světa juniorů 2007 – Mladá Boleslav (Česko)
  - 1. místo – štafeta
  - 2. místo – víceboj
- Mistrovství světa juniorů 2008 – Bolzano (Itálie)
  - 1. místo – štafeta
  - 2. místo – víceboj